# Beschuss einer Douglas DC-3 der Sabena bei Maribor
Der Beschuss einer Douglas C-47 der Sabena bei Maribor war ein Ereignis im Kalten Krieg. Am 3. Juni 1954 wurde eine Douglas C-47-A-1-DK (eine militärische Version der Douglas DC-3) der belgischen Fluggesellschaft Sabena mit dem Kennzeichen OO-CBY, mit der ein Charterfrachtflug vom englischen Flughafen Blackbushe über den Fliegerhorst Melsbroek in Belgien und den Flughafen München-Riem zum Flughafen Belgrad-Dojno Polje durchgeführt wurde, über dem eigentlich blockfreien Jugoslawien von einer sowjetischen MiG-15 beschossen. Die im Inneren der DC-3 explodierenden Projektile töteten den Bordfunker. Den Piloten gelang es, umzukehren und am Flughafen Graz notzulanden.

## Maschine
Das Flugzeug war eine Douglas DC-3/C-47-A-1-DK. Die Maschine mit der Werknummer 11982 wurde während des Zweiten Weltkrieges im Werk der Douglas Aircraft Company in Oklahoma City, Oklahoma gebaut und am 21. Oktober 1943 mit dem militärischen Luftfahrzeugkennzeichen 42-92207 an die United States Army Air Forces (USAAF) ausgeliefert. Die Maschine wurde im Rahmen des Leih- und Pachtgesetzes im Januar 1944 an das No. 353 Squadron der Royal Air Force weitergegeben, bei der sie das Luftfahrzeugkennzeichen FL575 erhielt. Am 26. Juni 1946 wurde die Maschine an die USAAF zurückgegeben und wenig später als Überbestand kategorisiert und ausgeflottet. Die Maschine wurde anschließend an die indische Orient Airways verkauft und mit dem neuen Luftfahrzeugkennzeichen VT-CGE wiederzugelassen. Zum Zwecke eines Weiterverkaufs wurde die Maschine auf das Kennzeichen VT-CPK umregistriert, der Verkauf kam jedoch nicht zustande, sodass die Maschine im Oktober 1947 mit dem pakistanischen Kennzeichen AP-AAK erneut auf die mittlerweile pakistanische Fluggesellschaft Orient Airways zugelassen wurde. Die Sabena übernahm die Maschine im Juni 1953 und ließ sie mit dem Kennzeichen OO-CBY zu. Das zweimotorige Mittelstreckenflugzeug wurde von zwei Doppelsternmotoren Pratt & Whitney R-1830-92 Twin Wasp mit je 1200 PS Leistung angetrieben.

## Hintergrund und Flugplan
Im Jahr 1954 kaufte das jugoslawische Landwirtschaftsministerium in Großbritannien Zuchtschweine. Sabena erhielt den Auftrag für die Abwicklung der Transporte, nachdem sie mit Jugoslovenski Aerotransport (JAT), der jugoslawischen nationalen Fluggesellschaft, zusammengearbeitet hatte. Die Sabena-Frachtflüge fanden ab Montag, den 24. Mai 1954 statt. Insgesamt wurden 17 Flüge kalkuliert, die später auf 34 Flüge erweitert wurden. In der Regel flogen zwei Maschinen gleichzeitig die Strecke, jedoch nicht in Formation, sondern in einem Abstand von etwa einer Stunde. Am Tag des Zwischenfalls war OO-CBY die erste Maschine, die DC-3 OO-AWK der Sabena folgte ihr.
Der Flug sollte vom englischen Flughafen Blackbushe zum Flughafen Belgrad-Dojno Polje führen, unterwegs waren zwei Zwischenstopps zur Betankung auf dem Militärflugplatz Melsbroek bei Brüssel und dem Flughafen München-Riem vorgesehen.

## Besatzung
Die vier Besatzungsmitglieder der Maschine waren am 3. Juni der Flugkapitän Arsène Devreese, der britische Erste Offizier Douglas Wilson, ein ehemaliger Angehöriger der Royal Air Force, der 41-jährige Bordfunker Jozef Marie Clauwaert (* 19. Dezember 1912 in Aalst), der hinter dem Cockpit im Funkraum saß, sowie der Bordmechaniker Victor Sluyts. Sluyts, der seit Juni 1949 für die Sabena arbeitete, kümmerte sich im Flug um die Anlagen zum Transport der Tiere.

## Verlauf der Ereignisse

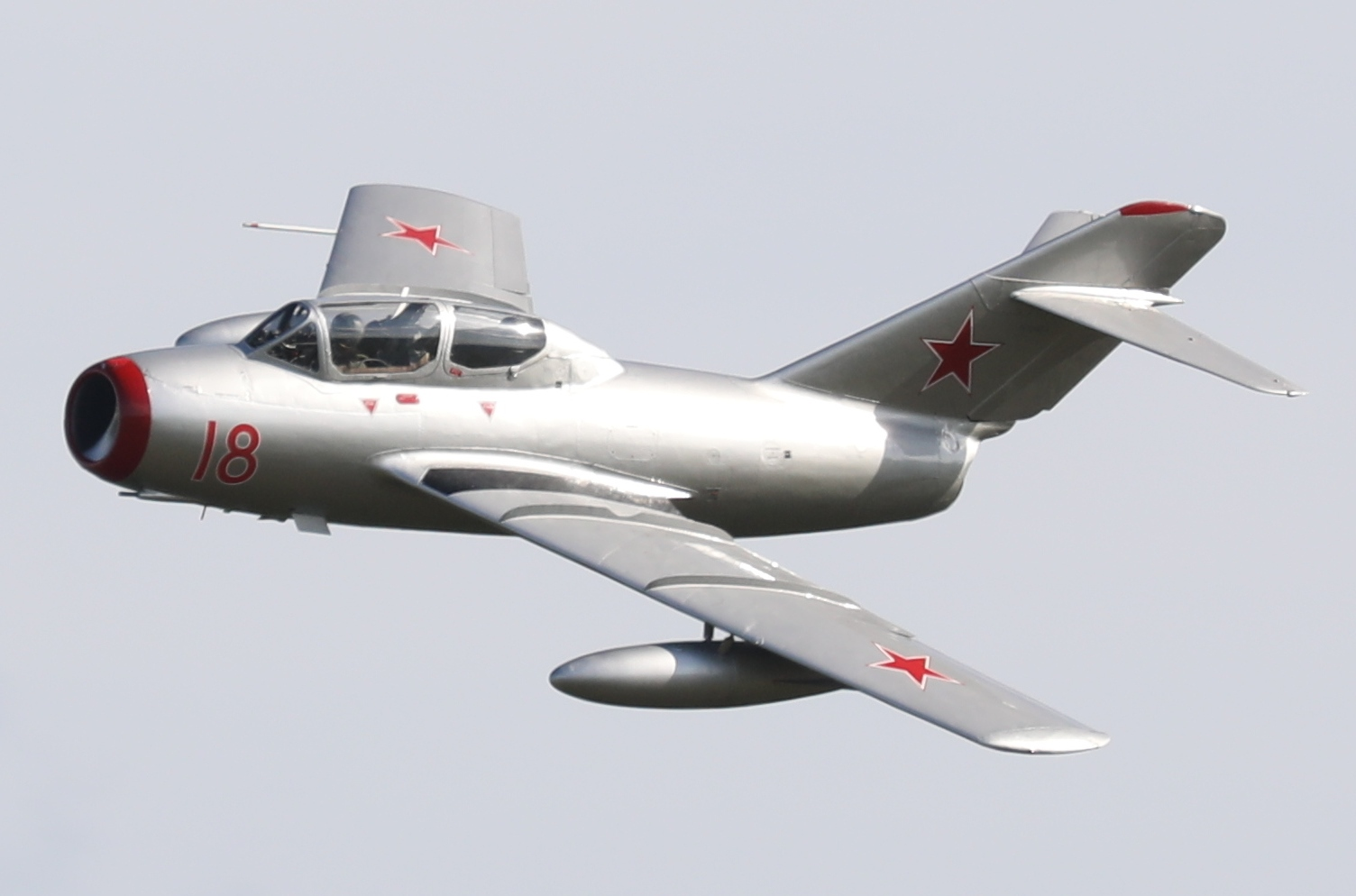
Ein Jagdflugzeug vom Typ MiG-15

Der Flug verlief bis München ohne nennenswerte Vorkommnisse. Die Maschine startete um 08:03 Uhr Ortszeit vom Flughafen München-Riem zum Weiterflug nach Belgrad, 55 Minuten vor dem Start der hinterherfliegenden Maschine OO-AWK.
Laut der Flugsicherung in München folgte die Maschine der Flugroute Amber 10 in 10.000 Fuß Höhe zum Ungerichteten Funkfeuer von Salzburg und flog dann über die empfohlene Flugroute ADR569 das Ungerichtete Funkfeuer von Graz an. Die Besatzung meldete, der Überflug in Salzburg werde um 08:31 Uhr Ortszeit in 11.500 Fuß Höhe stattfinden, also wie im Flugplan angegeben. Die Maschine erreichte diese Höhe um 08:37 Uhr. Das Ungerichtete Funkfeuer in Graz wurde um 09:25 Uhr Ortszeit und damit mit einer Verspätung von vier Minuten erreicht. Die Piloten wechselten anschließend den Kurs in Richtung Zagreb. Zwischen Graz und Zagreb flog der Kapitän auf der Flugroute 12A in einer Höhe von 7.500 Fuß, wie im Flugplan angegeben. Die Wetterbedingungen waren gut. Um 09:28 Uhr gab die Flugsicherung in Wien der Besatzung die Anweisung, sich mit der Flugsicherung in Zagreb in Verbindung zu setzen. Die Flugsicherung in Wien informierte die Flugsicherung in Zagreb um 09:30 Uhr darüber, dass die Maschine voraussichtlich um 09:55 Uhr Ortszeit Zagreb erreichen sollte.
Etwa zur gleichen Zeit bemerkte die Besatzung der DC-3, wie sich ein sowjetisches Kampfflugzeug vom Typ MiG-15 ihrer Maschine näherte. Gemäß Kapitän Devreese war der Erste Offizier Wilson der erste, der vier Minuten nach dem Überfliegen von Graz auf die Maschine aufmerksam wurde. Zunächst habe das Jagdflugzeug die Maschine auf derselben Höhe von Steuerbord nach Backbord umflogen. Anschließend habe sich die MiG der DC-3 deutlich angenähert. Wilson gab später an, zu diesem Zeitpunkt die durch die Düsenstrahlen des Jagdflugzeugs erzeugten Vibrationen gespürt zu haben. Er habe die Silhouette des Piloten deutlich sehen können. Nach einer dritten Annäherung sei die MiG aus dem Blickfeld der DC-3 verschwunden, woraufhin die Besatzungsmitglieder vermuteten, der Pilot habe nur einen Identifikationsauftrag durchgeführt.
Der Bordfunker Jozef Clauwaert wurde benachrichtigt, dass eine MiG in der Nähe sei. Er kam ins Cockpit, um das Flugzeug zu sehen, und ging wieder zu seinem Platz zurück. Dann griff das Kampfflugzeug ohne Warnung an und feuerte auf die DC-3.
Mindestens vier Projektile trafen die Rumpfhülle der Maschine, zwei explodierten in deren Inneren. Ein drittes Projektil punktierte zwar den Rumpf, drang jedoch nicht vollständig in ihn ein, sondern explodierte außen. Projektilfragmente, die das Flugzeug trafen, beschädigten unter anderem den rechten Kraftstofftank. Ein viertes Projektil explodierte nicht, beschädigte jedoch die rechte Tragfläche und die äußeren Landeklappen dieser Tragfläche. Die Hydraulikanlage der DC-3 wurde beschädigt und ein Steuerkabel der Höhenruder getroffen. Das Cockpit war ebenso durchbohrt wie das Frontfenster eines der Piloten. Einige Cockpit-Instrumente sowie das VHF2-Bedienfeld wurden beschädigt. Das Chronometer blieb bei 08:36 Uhr (GMT) stehen. Auch in die Funkerkabine drangen Projektile ein. Durch eine Explosion wurde der Bordfunker Jozef Marie Clauwaert getötet. Der Kommandant Devreese wurde durch Splitter in seiner Schulter schwer verletzt, der Flugingenieur Victor Sluyts nur leicht. Ein Teil der beförderten Tiere wurde getötet, andere verletzt.
Nach dem Angriff bat Copilot Wilson den Flugingenieur Sluyts, in den hinteren Teil des Flugzeugs zu steigen und die Tragflächen und Steuerklappen zu inspizieren. Die Inspektion schlug beim ersten Mal aufgrund der Rauchentwicklung im Inneren der Maschine fehl. Sluyts versuchte es ein zweites Mal und bemerkte keine sichtbaren strukturellen Schäden. Als die Maschine wieder in die Wolken eingeflogen war, sagte Kapitän Devreese dem Ersten Offizier Wilson, er sei getroffen worden. Wilson übernahm daraufhin für seinen verletzten Kollegen die Kontrolle über die Maschine. Er bat ihn, den Autopiloten abzuschalten. Als Devreese wegen seiner inzwischen eingetretenen Bewusstlosigkeit wiederholt nicht auf seine Anweisungen reagierte, schaltete Wilson den Autopiloten selbst ab und brachte die Maschine in einen rechtsgerichteten, spiralförmigen Sinkflug. Er flog Ausweichmanöver mit der Maschine, wobei er versuchte, in die Wolkendecke auszuweichen, um dem Piloten des Abfangjägers die Sicht auf die DC-3 zu nehmen. Wilson flog von Wolke zu Wolke, reduzierte die Geschwindigkeit in den Wolken und erhöhte die Geschwindigkeit zwischen den Wolken. Die Piloten versuchten mehrmals, Luftnotlage zu erklären, aber die Funkrufe wurden nicht empfangen. Wilson erkannte dann, dass das zweite UKW und ein Funkkompass durch den Beschuss beschädigt worden waren.
Um 09:46 Uhr teilte die Flugsicherung in Zagreb der Flugsicherung in Wien mit, sie könne das Flugzeug seit 09:31 Uhr nicht kontaktieren; die DC-3 befinde sich wahrscheinlich über der österreichisch-jugoslawischen Grenze. Um 09:56 Uhr Ortszeit erkundigte sich die Flugsicherung in Zagreb bei den Kollegen in Wien, ob sie Funksignale von der Maschine erhalten hätten. Drei Minuten später erhielten sie die Antwort, um 09:53 Uhr seien Notsignale einer nicht näher identifizierten Maschine eingegangen.
Auf der Suche nach einem Flughafen für eine Notlandung erspähte der Erste Offizier der beschossenen DC-3 kurz nach 10:00 Uhr den Flughafen Graz-Thalerhof, den er unverzüglich anflog. Kurz vor der Landung wurde eine Funkverbindung zwischen dem Tower (118,1 MHz) und der DC-3 hergestellt. Im Grazer Tower sprach das Personal nur schlechtes Englisch, aber die Besatzung der OO-CBY konnte sich Gehör verschaffen. Sie machte ihre Notsituation auch deutlich, indem sie im Anflug mit den Tragflächen wackelte. Als Wilson das Fahrwerk auszufahren versuchte, war kein Hydraulikdruck mehr vorhanden. Da durch den Beschuss die hydraulischen Systeme ausgefallen waren, musste das Fahrwerk manuell ausgefahren werden. Flugingenieur Sluyts versuchte es mit der manuellen Pumpe, aber der Druck stieg nicht an. Durch einen Blick konnten die Piloten feststellen, dass das Fahrwerk ausgefahren war. Durch den Hydraulikausfall konnten ebenfalls die Landeklappen nicht ausgefahren werden, sodass das Abbremsverhalten der Maschine beeinträchtigt war. Der Erste Offizier Wilson beschloss, ohne Klappen oder Bremsen zu landen. Rauch drang in das Cockpit ein. Nachdem er den Flughafen zuvor zweimal umkreist hatte, setzte Wilson die Maschine um 10:09 Uhr Ortszeit auf der Landebahn auf.
Wilson beabsichtigte zunächst, die DC-3 das Landebahnende geradeaus überrollen zu lassen, aber ein Graben am Ende der Landebahn und eine Frau, die dahinter auf dem Feld arbeitete, bewegten ihn dazu, die Maschine seitwärts von der Landebahn zu steuern. Die DC-3 rollte in ein Feld, riss dabei einen Zaun mit und kam auf unebenem Gelände zum Stehen; die Rumpfunterseite wurde durch einen Zaunpfosten beschädigt.

## Nach der Landung
Nach der Landung erklärten die Besatzungsmitglieder, von einer sowjetischen MiG angegriffen worden zu sein. Ihnen zufolge trug das Flugzeug den roten Stern der sowjetischen Armee am Rumpf oder am Heck. Der Angriff soll sich etwa zehn Kilometer südlich des jugoslawischen Maribor (heute Slowenien) in der Grenzregion zwischen Österreich und Jugoslawien ereignet haben.
Flugkapitän Devreese sagte außerdem später aus, er habe vor dem Angriff versucht, einen Funkkompass auf das Funkfeuer von Zagreb einzustellen. Das Rufzeichen, ein aus Buchstaben bestehender Code, der mit Morsezeichen wiedergegeben wurde, wurde empfangen, aber das Signal war nicht stark genug, um im Radiokompass angezeigt zu werden. Auch der zivile Rundfunksender von Maribor, auf den ein Funkkompass eingestellt war, ließ sich in der Luft nicht empfangen.
Devreese gab an, nach dem Angriff vorübergehend das Bewusstsein verloren zu haben. Als der Erste Offizier Wilson die Maschine durch die Wolkendecke sinken ließ, hätten die Piloten eine große Stadt mit einem Flughafen erblickt. Um welche Stadt es sich handelte und dass es Graz war, sei ihnen zu diesem Zeitpunkt nicht bekannt gewesen.
Die britische Militärpolizei, die zu dieser Zeit im Süden des besetzten Nachkriegsösterreich stationiert war, war nach der Landung schnell vor Ort. Flugkapitän Devreese war durch ein Projektil in seiner linken Schulter schwer verletzt und wurde mit einem Krankenwagen in ein Krankenhaus in Graz gebracht. Sluyts musste auch zur Untersuchung ins Krankenhaus. Die Militärbehörden transportierten die Leiche des tödlich getroffenen Jozef Clauwaert ab.

## Unfalluntersuchung

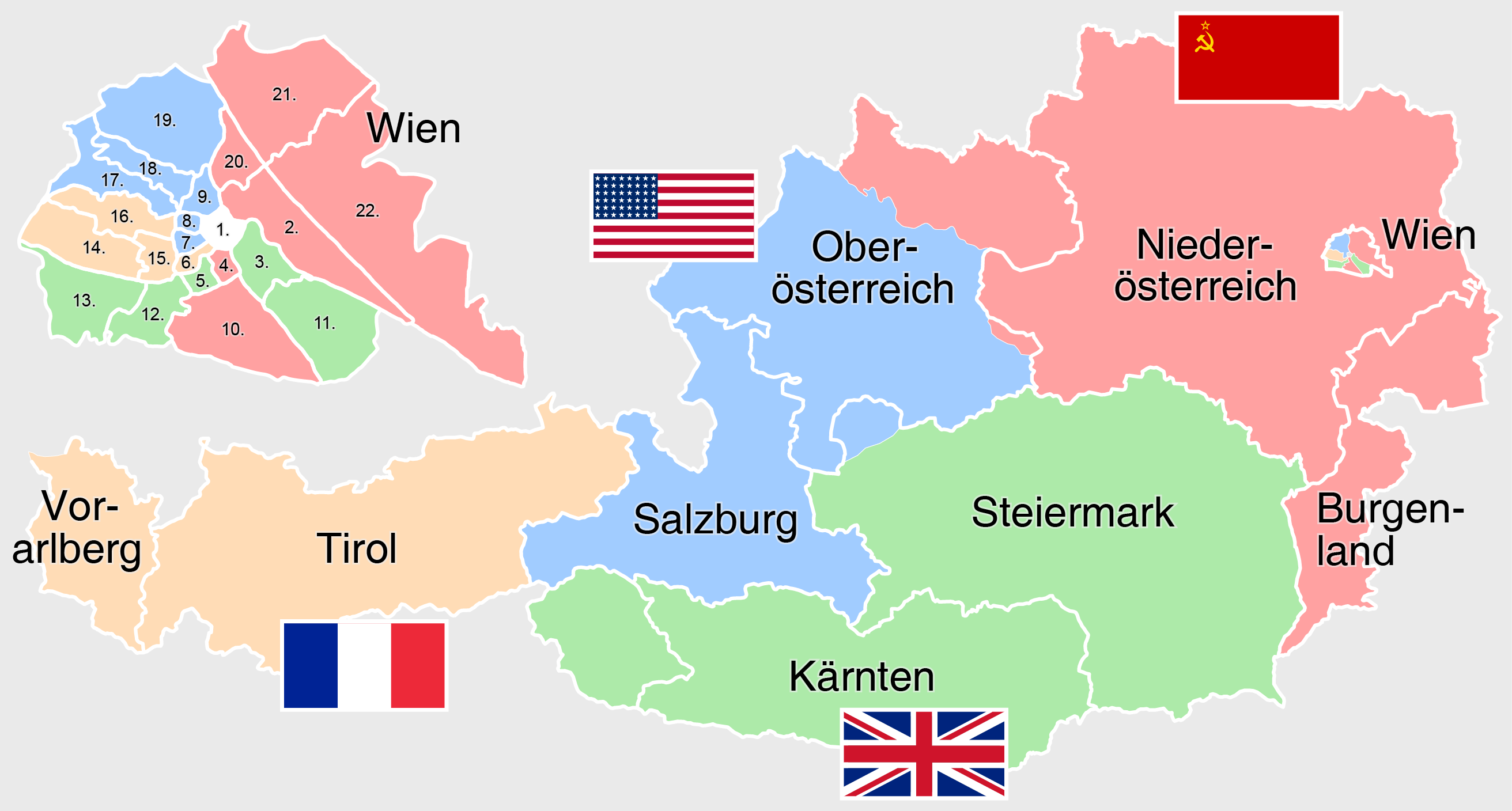
Aufteilung Österreichs zwischen den Besatzungsmächten bis 1955, im Südosten das Burgenland (sowjetische Besatzungszone, Grenze zu Ungarn = sozialistischer Blockstaat), im Süden die Steiermark (britische Besatzung, Grenze zum blockfreien Jugoslawien)

Eine belgische Ermittlergruppe flog nach ersten Berichten am 3. Juni 1954 nach Salzburg (Graz konnte wegen schwieriger Wetterbedingungen nicht angeflogen werden) und fuhr weiter mit dem Auto nach Graz. Sie begann unverzüglich mit der Untersuchung des Zwischenfalls. Der Untersuchungsbericht wurde am 6. Juli 1954 veröffentlicht. Den Ermittlern zufolge war ausgeschlossen, dass die OO-CBY von der Route in das sowjetisch besetzte Burgenland oder den gesperrten Luftraum über Ungarn abgewichen sei. Die belgische Untersuchungskommission kam zu dem Ergebnis, dass die OO-CBY ohne Vorwarnung angegriffen worden sei, ohne dass sich die DC-3 zu irgendeinem Zeitpunkt in einem gesperrten Luftraum befunden habe.
Der Erste Offizier Wilson gab zu Protokoll, dass das Jagdflugzeug zu keinem Zeitpunkt Schritte unternommen habe, um anzuzeigen, dass die Sabena-Maschine ihm folgen sollte. Der sowjetische Militärpilot habe keine internationalen Konventionen wie etwa ein Rollen um die Längsachse angewandt, um die DC-3 aufzufordern, ihm zu folgen.
Nach Angaben der belgischen Ermittler fand das Abfangen in der Region zwischen Straß in Steiermark und Maribor, im Grenzgebiet zwischen Österreich und Jugoslawien statt. Die Maschine wurde zehn Kilometer südlich von Maribor angegriffen, elf Minuten nach dem Passieren von Graz und im jugoslawischen Luftraum. Es war fast unmöglich, die genaue Route nach dem Beschuss zu rekonstruieren, aber der Untersuchungsbericht deutete darauf hin, dass die Ausweichmanöver sogar bis in die Region Murska Sobota (Jugoslawien, heute Slowenien), 50 Kilometer östlich von Maribor reichten.

## Reaktionen

### Kapitän der nachfolgenden MaschineOO-AWKder Sabena
Therasse, der Kapitän der nachfolgenden Douglas DC-3 der Sabena (OO-AWK), vermerkte auf der Rückseite seines Flugberichts, dass Flüge über dem jugoslawischen Luftraum schwierig seien, weil die Grenze zum mit der Sowjetunion verbündeten Ungarn parallel zur Flugstrecke verlaufe. Er gab an, dass sich durch wetterbedingte Fehlanzeigen des Radiokompasses Maschinen leicht in den gesperrten Luftraum verirren könnten. Da während des Fluges der OO-AWK an diesem Tag Stürme in der Region herrschten, konnte sich die Besatzung nicht auf die Funknavigationsgeräte verlassen.
Nur ein Jahr später kam es auf der Flugroute über dem Balkan auf dem El-Al-Flug 402 zu einem solchen Zwischenfall, bei dem eine Lockheed L-149 Constellation sich in den Luftraum Bulgariens verirrte und dort abgeschossen wurde, wobei alle 58 Insassen der Maschine starben. Therasse gab an, Flüge über Jugoslawien würden aus diesem Grund in der Regel unter Sichtflugbedingungen durchgeführt, wobei die Autobahn von Zagreb nach Belgrad als visueller Referenzpunkt genutzt werde. Therasse war der Meinung, dass die Navigationsinfrastruktur Jugoslawiens nicht den Anforderungen entsprach.

### Sowjetunion
Bereits einen Tag nach dem Zwischenfall schrieb die Volksstimme, das Zentralorgan der österreichischen kommunistischen Partei, das belgische Flugzeug sei angegriffen worden, weil es den ungarischen Luftraum verletzt habe. Solche Berichte über die Verletzung des sowjetisch kontrollierten Luftraums erschienen auch in anderen Medien, etwa in der belgischen katholisch-konservativen Zeitung La Libre Belgique.
Auch die sowjetischen Behörden untersuchten den Zwischenfall. In einem Vermerk des sowjetischen Außenministeriums vom 31. Juli 1954 heißt es, die Regeln für das Überfliegen der sowjetischen Besatzungszone Österreichs seien durch die Sabena verletzt worden.
Das Flugzeug habe, so die sowjetische Darstellung, einen anderen Kurs eingeschlagen und sich um 08:25 Uhr 110,25 Kilometer nordöstlich von Graz in der Sowjetzone befunden und somit nicht, wie die belgischen Ermittler angegeben hatten, im zulässigen Luftkorridor im Grenzgebiet zwischen Graz und Maribor. Um 08:28 Uhr habe das sowjetische Kampfflugzeug die Maschine gemäß den internationalen Konventionen aufgefordert, ihm zu folgen, allerdings hätten sich die belgischen Piloten geweigert, Folge zu leisten. Um 08:30 Uhr habe das Jagdflugzeug dann zwei Warnschüsse abgegeben. Nachdem die belgische Besatzung die Anweisungen weiterhin ignorierte, sei auf die DC-3 geschossen worden. Dann sei das belgische Flugzeug in den Wolken entkommen. Nach Angaben der sowjetischen Behörden habe der belgische Pilot alle Befehle des sowjetischen Piloten ignoriert. Die Sowjetregierung forderte, alle notwendigen Maßnahmen zu ergreifen, um sicherzustellen, dass belgische Flugzeuge die Regeln für das Überfliegen sowjetischer Zonen einhalten.
Die österreichische Luftfahrtbehörde erhielt am Tag des Unfalls sowohl Berichte von Anwohnern aus Stegersbach (Burgenland, sowjetische Besatzungszone, 60 Kilometer nordöstlich des Flughafens Graz), als auch aus Kőszeg (Ungarn, 120 Kilometer nordöstlich des Flughafens Graz). Aus Stegersbach wurde von einem Transportflugzeug berichtet, das um 08:50 Uhr in einer Höhe von etwa 1000 Metern aus nordnordwestlicher Richtung angeflogen sei und Kurs auf westsüdwestliche Richtung nahm. Die Zeugen in Kőszeg sagten, dass zwei zivile Flugzeuge gegen 08:30 Uhr von zwei Militärjets und einem Boden-Luft-Abwehrsystem angegriffen worden seien. Das belgische Untersuchungskomitee ignorierte diese Zeugenaussagen, da die OO-CBY nicht in der Nähe der OO-AWK flog, sodass von einem zweiten Transportflugzeug nicht die Rede sein konnte. Die Besatzung der OO-CBY hatte außerdem offiziell erklärt, nur von einem Jagdflugzeug angegriffen worden zu sein. Laut der Untersuchungskommission konnten diese Aussagen daher nichts mit dem Angriff auf die OO-CBY zu tun haben.
Nach den sowjetischen Vorwürfen wurden die drei Besatzungsmitglieder Devreese, Wilson und Sluyts im August 1954 erneut verhört, diesmal nur von der Sabena. Der Manager der Sabena Anselme Renewe schrieb in seinem Schreiben vom 20. August 1954 an den Direktor der Luftfahrtbehörde, dass die Besatzung nicht von den früheren Aussagen abgewichen sei. Die Besatzungsmitglieder erklärten erneut, dass das Jagdflugzeug kein Zeichen gegeben habe, ihm zu folgen, sondern die DC-3 nur dreimalig umkreiste. Die Piloten konnten nicht erklären, warum die Angaben der sowjetischen Seite von der Route abwichen, die die Besatzung glaubte genommen zu haben. Sie waren sich einig, dass sie Graz niemals um 09:09 Uhr hätten erreichen können, wenn sie an dem von den Sowjets angegebenen Punkt gewesen wären.
Die Sowjetunion weigerte sich zunächst, eine Entschädigung zu zahlen. Die Sowjetregierung sprach ihr Bedauern aus, weigerte sich aber, ihre Verantwortung anzuerkennen. Später erhielten die Frau und der Sohn von Jozef Clauwaert jedoch finanzielle Unterstützung vom sowjetischen Staat.

## Verbleib der Maschine
Nach dem Zwischenfall wurde die Maschine repariert und ging wieder in den Dienst. Im Juli 1965 folgte ein Verkauf an die Belgian International Air Services, bei der die Maschine ihr Kennzeichen behielt. Ab Juni 1973 war die Maschine mit dem US-amerikanischen Luftfahrzeugkennzeichen N6894 auf die Transvaal Corporation zugelassen, ab März 1975 mit dem Kennzeichen C-GADY auf die kanadische AirGava Ltd. und anschließend mit demselben Kennzeichen auf die Les Services Aeriens Fortair Ltd. Ab dem 26. Mai 1982 war die Maschine mit dem US-amerikanischen Kennzeichen N2668N auf die Century Airlines Inc. in Pontiac, Michigan zugelassen, bis sie am 14. Mai 1991 aus dem Zulassungsregister gestrichen und nach Spanien exportiert wurde. Sie wurde schließlich mit dem Kennzeichen EC-699 auf die Aeromarket Express S.A. zugelassen, am 20. Juni 1991 wurde das Kennzeichen in EC-FDH geändert.
Am 3. November 1991 war die Maschine in einen Zwischenfall verwickelt, bei dem sie irreparabel beschädigt wurde. Die DC-3 hob mit drei Insassen zu einem Frachtflug vom Flughafen Barcelona zum Flughafen Palma de Mallorca ab. Unmittelbar nach dem Start, in einer Höhe von 200 Fuß, zog sie plötzlich scharf nach links. Dem Kapitän gelang zwar ein Gegensteuern, jedoch verlor die Maschine an Fluggeschwindigkeit und musste notgelandet werden, wobei es zu einem wirtschaftlichen Totalschaden kam. Im März 1995 wurde die Maschine in Barcelona-Sabadell verschrottet, die Bugsektion wurde bei der in Barcelona ansässigen Flugschule Aeroteca ausgestellt.